# Ogródki
Ogródki (deutsch Baumgarten) ist ein Dorf in Polen in der Woiwodschaft Ermland-Masuren. Das Dorf bildet ein Schulzenamt (Sołectwo) in der Landgemeinde (gmina wiejska) Barciany (Barten), Powiat Kętrzyński (Kreis Rastenburg).

## Geographische Lage
Ogródki liegt im Nordosten Polens. Etwa 13 Kilometer nördlich verläuft die polnische Staatsgrenze zur russischen Oblast Kaliningrad (Gebiet Königsberg). Benachbarte Ortschaften sind im Norden Wikrowo (deutsch Wickerau), im Osten Wólka Jankowska (Marienwalde), im Süden Jankowice (Jankenwalde) und im Westen Pastwiska (Milchbude). Die Kreisstadt Kętrzyn (Rastenburg) liegt 15 Kilometer südwestlich.

## Geschichte

### Ortsgeschichte
Die Lokalisierung des Baumgarten erfolgte 1378 nach Kulmer Recht durch den Hochmeister des Deutschen Ordens Winrich von Kniprode. Das Dorf bestand aus drei Rittergütern, welche eine Fläche je zehn Hufe besaßen. 1710 forderte die Pest 132 Todesopfer, was fast die gesamte Bevölkerung der Ortschaft darstellte. 1808 besuchten 30 Kinder die Schule des Ortes. 1817 bestand das Dorf aus 38 Häusern. Am 30. April 1874 wurde Baumgarten Amtsdorf und namensgebend für einen Amtsbezirk, der bis 1945 bestand und zum Kreis Rastenburg im Regierungsbezirk Königsberg in der preußischen Provinz Ostpreußen gehörte.
Im Januar 1945 nahm die Rote Armee die Gegend ein und als Folge des Krieges wurde Baumgarten als Ogródki Polens. In der Grundschule des Dorfes unterrichteten im Schuljahr 1949/1950 drei Lehrer 86 Schülern. 1954 wurde die Ortschaft Sitz einer Gromada. Nach der Auflösung der Gromadas 1973 war Ogródki Sitz eines Schulzenamtes in der Gmina Barciany, zu welchem Pastwiska (Milchbude) gehörte. Im Jahre 2011 zählte Ogródki 208 Einwohner.

### Einwohnerentwicklung
Nachfolgend die graphische Darstellung der Einwohnerentwicklung.

### Amtsbezirk Baumgarten (1874–1945)
Bei der Errichtung des Amtsbezirks Baumgarten im Jahre 1874 gehörten sechs Orte dazu. Am Ende waren es aufgrund struktureller Veränderungen noch zwei:
| Deutscher Name                 | Polnischer Name | Bemerkungen                                        |
| ------------------------------ | --------------- | -------------------------------------------------- |
| Baumgarten, Dorf               | Ogródki         |                                                    |
| Baumgarten, Gut                |                 | 1928 in die Landgemeinde Baumgarten eingegliedert  |
| Jankenwalde, Dorf              | Jankowice       |                                                    |
| Jankenwalde, Gut               |                 | 1927 in die Landgemeinde Jankenwalde eingegliedert |
| Lenzkeim bis 1904: Sorgenstein | Łęsk            | 1928 in die Landgemeinde Baumgarten eingegliedert  |
| Wickerau                       | Wikrowo         | 1928 in die Landgemeinde Baumgarten eingegliedert  |

Am 1. Januar 1945 gehörten nur noch die Gemeinden Baumgarten und Jankenwalde zum Amtsbezirk Baumgarten.

## Kirche
Bis 1945 war Baumgarten in die evangelische Kirche Barten in der Kirchenprovinz Ostpreußen der Kirche der Altpreußischen Union sowie in die katholische Kirche Rastenburg im damaligen Bistum Ermland eingepfarrt.
Heute gehört Ogródki katholischerseits zur Pfarrei Herz-Mariä Barciany im jetzigen Erzbistum Ermland, evangelischerseits zur Kirchengemeinde Barciany, jetzt eine Filialgemeinde der Johanneskirche Kętrzyn in der Diözese Masuren der Evangelisch-Augsburgischen Kirche in Polen.

## Verkehr
Ogródki liegt an einer Nebenstraße, welche im Norden nach Wikrowo (Wickerau) führt. In südlicher Richtung gabelt sich die Straße nach etwa drei Kilometern bei Jankowice (Jankenwalde) in Richtung Srokowo (Drengfurth) bzw. Winda (Wenden) an der Woiwodschaftsstraße 591 (ehemalige deutsche Reichsstraße 141).
Das Dorf war bis 1945 Bahnstation an der Bahnstrecke Barten–Nordenburg der Rastenburger Kleinbahnen, die in Kriegsfolge nicht mehr befahren wurde. Ogródki verfügt heute über keinen eigenen Bahnanschluss. Die nächste Bahnstation befindet sich im etwa 15 km südlich gelegenen Kętrzyn (Rastenburg) bzw. dem 20 km südwestlich gelegenen Korsze (Korschen). Von dort bietet die PKP Direktverbindungen nach Olsztyn (Allenstein) und Posen sowie nach Ełk (Lyck) und Białystok an.
Der geographisch nächste internationale Flughafen ist der Flughafen Kaliningrad, der sich etwa 90 km nordwestlich, auf russischem Hoheitsgebiet befindet. Der nächste internationale Flughafen auf polnischem Staatsgebiet ist der etwa 190 km westlich gelegene Lech-Wałęsa-Flughafen Danzig.